# Dinetus venustus
Dinetus venustus (лат.) — вид песочных ос (Crabronidae) рода Dinetus. Марокко.

## Описание
Мелкие осы (менее 1 см) чёрного цвета с жёлтыми отметинами. От близких видов отличается следующими признаками: третий членик жгутика усиков самок снизу тёмный, а сверху желтоватый, флагеломеры II+III немного длиннее скапуса; передний вертлуг самцов с мелким зубцом. Проподеум в заднебоковой части в заметном коротком серебристом опушении. Глаза не соприкасаются друг с другом, но соприкасаются с основанием мандибул. Жвалы с выемкой внизу. Развит псаммофор. В передних крыльях 2 субмаргинальные ячейки. Предположительно, как и другие близкие виды своего рода охотится на клопов (Heteroptera) и цикадок (Cicadinea), которых запасают для своего потомства в земляных гнёздах. Вид был впервые описан в 1957 году швейцарским гименоптерологом Жаком де Бомоном (Jacques de Beaumont, 1901—1985; Лозанна, Швейцария).